# NGC 1492
NGC 1492 ist eine Spiralgalaxie vom Hubble-Typ Sa im Sternbild Eridanus am Südsternhimmel, die schätzungsweise 196 Millionen Lichtjahre von der Milchstraße entfernt ist. Die Entfernungsmessungen basierend auf den Radialgeschwindigkeiten stimmen nicht mit den rotverschiebungsunabhängigen Entfernungsschätzungen von 304 ± 30 Millionen Lichtjahren überein.
Das Objekt wurde am 27. November 1837 von dem Astronomen John Herschel entdeckt.